# Tanked

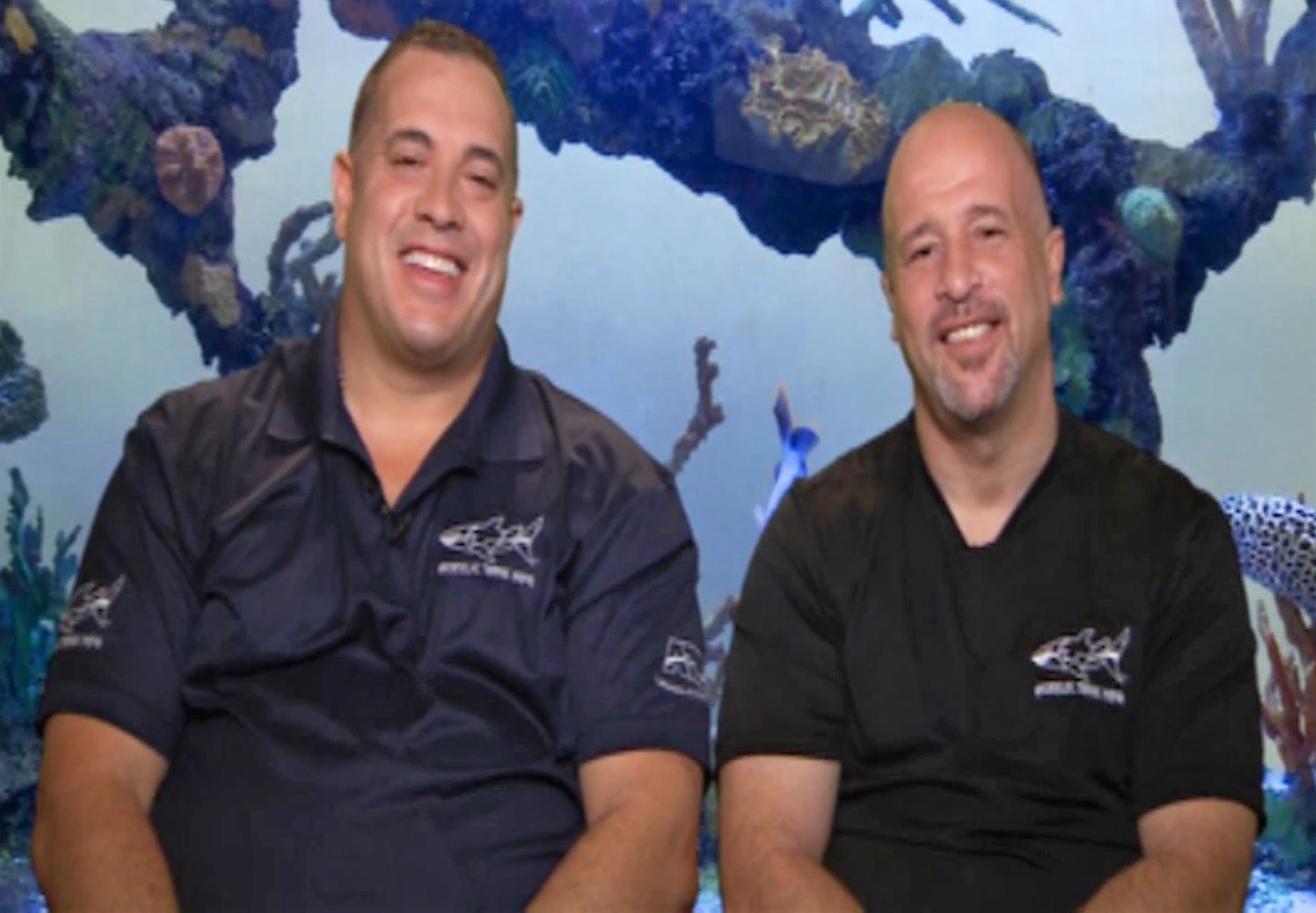
Valder entrevista a las estrellas de Animal Planet TANKED. Las estrellas de TANKED regresan para hablar con Valder. Tanked de Animal Planet sigue las travesuras de dos cuñados mientras dirigen la empresa de fabricación de acuarios más grande del país.

Tanked (Con el agua al cuello en Hispanoamérica, Acuarios XXL en España) es un programa de telerrealidad que se transmite por la cadena Animal Planet. El programa trata de dos diseñadores que construyen tanques de acuario utilizando la creatividad y objetos desechados para celebridades y millonarios a pedido de los mismos.